# Hannoversche Allgemeine Zeitung
Hannoversche Allgemeine Zeitung (HAZ) este un ziar german regional, distribuit în Hanovra și în landul Saxonia Inferioară. Acesta este deținut de societatea Verlagsgesellschaft Madsack GmbH & Co. KG 

## Date statistice
Conform IVW (Biroul pentru determinarea distribuției de publicitate din Germania), în al patrulea trimestru al anului 2012, ziarul a avut un tiraj mediu de 528.288 de exemplare, cu aproximativ 12.282 de exemplare per ediție mai puțin (-2,27%) față de același trimestru din anul anterior. Numărul de abonați a crescut la 10.919 în termen de un an cu o medie de 461.556 de exemplare pe zi (-2,31%); prin urmare aproximativ 87,37% din cititori au abonament la ziar.